# 罗杰·金德姆
罗杰·金德姆（英語：Roger Kingdom，1962年8月26日—），美国男子田径运动员，主攻短距离跨栏。他曾代表美国参加1984年和1988年夏季奥林匹克运动会田径比赛，获得二枚金牌。